# Corrado II di Svevia
Corrado II di Hohenstaufen (febbraio/marzo 1172 – Durlach, 15 agosto 1196) è stato duca di Rothenburg e poi duca di Svevia dal 1191 fino alla sua morte.

## Origine
Era il quinto figlio maschio del re dei Romani e imperatore dei Romani, Federico Barbarossa e della contessa di Borgogna Beatrice, figlia unica del conte di Borgogna Rinaldo III e di Beatrice di Lorena (figlia di Gerardo I di Lorena). Era quindi il fratello dell'imperatore, Enrico VI di Svevia.

## Biografia
Nel 1187 fu combinato il matrimonio tra Corrado e l'erede al trono di Castiglia, Berengaria di Castiglia, figlia del re di Castiglia Alfonso VIII e di Eleonora Plantageneta, seconda figlia femmina legittima di Enrico II Plantageneto re d'Inghilterra e della duchessa Eleonora d'Aquitania.
Nel 1188, Corrado si recò in Castiglia, a Carrión de los Condes per incontrare la promessa sposa. Duca di Rothenburg dal 1189, Corrado, nel 1191, alla morte del fratello, Federico VI, all'assedio di San Giovanni d'Acri, divenne duca di Svevia.
Nello stesso anno (1191), Corrado fu al seguito del fratello, Enrico VI, che il 15 aprile, a Roma, fu incoronato imperatore dal neoeletto papa Celestino III.
Quindi fu ancora al seguito del fratello nella conquista del regno di Sicilia. Però, in estate, all'assedio di Napoli, un'epidemia colpi le truppe tedesche, che furono costrette a ritirarsi al nord e Corrado rientrò in Svevia.
Molto probabilmente Corrado scese in Italia anche, nel marzo 1194, in occasione della conquista del regno di Sicilia da parte di Enrico, che la portò a termine il 20 novembre dello stesso anno e fu incoronato re di Sicilia, il giorno di Natale.
Rientrato in Svevia, dalla Sicilia Corrado non riuscì ad arrivare alla celebrazione del matrimonio per la sua improvvisa morte. Corrado fu assassinato a Durlach nel 1196, a soli 24 anni, dal marito di una donna che era stata violentata da lui.
Alla sua morte nel titolo di duca di Svevia gli subentrò il fratello, Filippo, l'ultimogenito dei maschi di Federico Barbarossa.
Un cronista del suo tempo descrisse Corrado come persona dedita completamente all'adulterio, alla fornicazione, alla profanazione ed a ogni scorrettezza; tuttavia era vigoroso, coraggioso in battaglia e generoso nei confronti degli amici.

## Discendenza
Non si hanno notizie di discendenti

## Ascendenza
|                         |                    |                         | Genitori                    |  |  | Nonni |  |  | Bisnonni             |  |  | Trisnonni         |  |
|                         |                    |                         |                             |  |  |       |  |  | Federico I di Svevia |  |  | Federico di Büren |  |
|                         |                    |                         |                             |  |  |       |  |  | Federico I di Svevia |  |  | Federico di Büren |  |
|                         |                    | Ildegarda di Egisheim   |                             |  |  |       |  |  | Federico I di Svevia |  |  |                   |  |
| Federico II di Svevia   |                    |                         |                             |  |  |       |  |  | Federico I di Svevia |  |  |                   |  |
|                         |                    | Agnese di Waiblingen    | Enrico IV di Franconia      |  |  |       |  |  |                      |  |  |                   |  |
|                         |                    | Agnese di Waiblingen    | Enrico IV di Franconia      |  |  |       |  |  |                      |  |  |                   |  |
|                         |                    | Agnese di Waiblingen    | Berta di Savoia             |  |  |       |  |  |                      |  |  |                   |  |
| Federico Barbarossa     |                    | Agnese di Waiblingen    |                             |  |  |       |  |  |                      |  |  |                   |  |
|                         |                    | Enrico IX di Baviera    | Guelfo I di Baviera         |  |  |       |  |  |                      |  |  |                   |  |
|                         |                    | Enrico IX di Baviera    | Guelfo I di Baviera         |  |  |       |  |  |                      |  |  |                   |  |
|                         |                    | Enrico IX di Baviera    | Giuditta di Fiandra         |  |  |       |  |  |                      |  |  |                   |  |
| Giuditta di Baviera     |                    | Enrico IX di Baviera    |                             |  |  |       |  |  |                      |  |  |                   |  |
|                         |                    | Vulfilda di Sassonia    | Magno di Sassonia           |  |  |       |  |  |                      |  |  |                   |  |
|                         |                    | Vulfilda di Sassonia    | Magno di Sassonia           |  |  |       |  |  |                      |  |  |                   |  |
|                         |                    | Vulfilda di Sassonia    | Sofia d'Ungheria            |  |  |       |  |  |                      |  |  |                   |  |
| Corrado II di Svevia    |                    | Vulfilda di Sassonia    |                             |  |  |       |  |  |                      |  |  |                   |  |
|                         | Stefano I di Mâcon | Guglielmo I di Borgogna |                             |  |  |       |  |  |                      |  |  |                   |  |
|                         | Stefano I di Mâcon | Guglielmo I di Borgogna |                             |  |  |       |  |  |                      |  |  |                   |  |
|                         | Stefano I di Mâcon | Stefania di Vienne      |                             |  |  |       |  |  |                      |  |  |                   |  |
| Rinaldo III di Borgogna | Stefano I di Mâcon |                         |                             |  |  |       |  |  |                      |  |  |                   |  |
|                         |                    | Beatrice di Lorena      | Gerardo di Lorena           |  |  |       |  |  |                      |  |  |                   |  |
|                         |                    | Beatrice di Lorena      | Gerardo di Lorena           |  |  |       |  |  |                      |  |  |                   |  |
|                         |                    | Beatrice di Lorena      | Edvige di Namur             |  |  |       |  |  |                      |  |  |                   |  |
| Beatrice di Borgogna    |                    | Beatrice di Lorena      |                             |  |  |       |  |  |                      |  |  |                   |  |
|                         |                    | Simone I di Lorena      | Teodorico II di Lorena      |  |  |       |  |  |                      |  |  |                   |  |
|                         |                    | Simone I di Lorena      | Teodorico II di Lorena      |  |  |       |  |  |                      |  |  |                   |  |
|                         |                    | Simone I di Lorena      | Edvige di Formbach          |  |  |       |  |  |                      |  |  |                   |  |
| Agata di Lorena         |                    | Simone I di Lorena      |                             |  |  |       |  |  |                      |  |  |                   |  |
|                         |                    | Adelaide di Lovanio     | Enrico III Conte di Lovanio |  |  |       |  |  |                      |  |  |                   |  |
|                         |                    | Adelaide di Lovanio     | Enrico III Conte di Lovanio |  |  |       |  |  |                      |  |  |                   |  |
|                         |                    | Adelaide di Lovanio     | Gertrude delle Fiandre      |  |  |       |  |  |                      |  |  |                   |  |
|                         |                    | Adelaide di Lovanio     |                             |  |  |       |  |  |                      |  |  |                   |  |